# Krig, fred og kærlighed
Krig, fred og kærlighed er en dansk eksperimentalfilm fra 2001, der er instrueret af Allan de Waal.

## Handling
Denne artikel mangler et handlingsreferat. Hjælp os med at skrive det.